# Stelis
Stelis is een geslacht van vliesvleugelige insecten van de familie Megachilidae.

## Soorten
- S. aculeata Morawitz, 1880
- S. acutiventris Linsley, 1939
- S. aegyptiaca Radoszkowski, 1876
- S. annulata (Lepeletier, 1841)
- S. anthidioides Timberlake, 1941
- S. anthracina Timberlake, 1941
- S. ashmeadiellae Timberlake, 1941
- S. ater Mitchell, 1962
- S. australis Cresson, 1878
- S. bengala Warncke, 1992
- S. breviuscula

Gewone tubebij Nylander, 1848
- S. calliphorina (Cockerell, 1911)
- S. callura Cockerell, 1925
- S. carnifex Cockerell, 1911
- S. coarctatus Crawford, 1916
- S. cockerelli (Hicks, 1933)
- S. costalis Cresson, 1872
- S. costaricensis Friese, 1921
- S. crassiceps Cockerell, 1926
- S. cusackae (Cockerell, 1910)
- S. chlorocyanea (Cockerell, 1925)
- S. denticulata Friese, 1899
- S. depressa Timberlake, 1941
- S. diversicolor Crawford, 1916
- S. elegans Cresson, 1864
- S. elongativentris Parker, 1987
- S. foederalis Smith, 1854
- S. fragariella (Cockerell, 1925)
- S. franciscana (Cockerell, 1925)
- S. franconica Blüthgen, 1930
- S. fremonti Cockerell, 1925
- S. gigantea Friese, 1921
- S. grossa (Mitchell, 1962)
- S. hemirhoda Linsley, 1939
- S. herberti (Cockerell, 1916)
- S. holocyanea (Cockerell, 1925)
- S. hungarica Noskiewicz, 1962
- S. hurdi (Thorp, 1966)
- S. idahoensis Swenk, 1914
- S. interrupta Cresson, 1897
- S. iugae Noskiewicz, 1962
- S. labiata (Provancher, 1888)
- S. lateralis Cresson, 1864
- S. laticincta Cresson, 1878
- S. laverna Baker, 1999
- S. leucotricha (Cockerell, 1925)
- S. linsleyi Timberlake, 1941
- S. louisae Cockerell, 1911
- S. maculata (Provancher, 1888)
- S. malaccensis (Friese, 1914)
- S. manni Crawford, 1917
- S. maroccana Warncke, 1992
- S. melanotricha (Cockerell, 1925)
- S. melanura Cockerell, 1924
- S. micheneri Linsley, 1939
- S. michiganensis Mitchell, 1962
- S. minima

Minitubebij Schenck, 1861
- S. minuta

Kleine tubebij Lepeletier & Audinet-Serville, 1825
- S. modesta Alfken, 1931

- S. montana Cresson, 1864
- S. monticola Cresson, 1878
- S. nasuta (Latreille, 1809)
- S. nigrita (Fabricius, 1775)
- S. nigriventris Timberlake, 1941
- S. nitida Cresson, 1878
- S. nitidula (Cockerell, 1925)
- S. nyssonoides (Brues, 1903)
- S. odontopyga Noskiewicz, 1926
- S. oreophila Popov, 1935
- S. orientalis Warncke, 1992
- S. ornatula

Witgevlekte tubebij (Klug, 1807)
- S. palmarum Timberlake, 1941
- S. pardita (Parker & Griswold, 1993)
- S. pavonina (Cockerell, 1908)
- S. pentelica Mavromoustakis, 1963
- S. permaculata Cockerell, 1898
- S. perpulchra Crawford, 1916
- S. phaeoptera

Zwarte tubebij (Kirby, 1802)
- S. plena (Provancher, 1888)
- S. pulchra Crawford, 1902
- S. punctulatissima

Geelgerande tubebij (Kirby, 1802)
- S. rhodia Mavromoustakis, 1960
- S. ricardonis (Cockerell, 1912)
- S. robertsoni Timberlake, 1941
- S. rozeni Griswold & Parker, 2003
- S. rubi Cockerell, 1898
- S. rudbeckiarum Cockerell, 1904
- S. ruficornis Morawitz, 1872
- S. saxicola Warncke, 1992
- S. scutellaris Morawitz, 1894
- S. semenovi Popov, 1933
- S. semirubra Timberlake, 1941
- S. seneciophila Cockerell, 1908
- S. sexmaculata Ashmead, 1896
- S. signata

Gele tubebij (Latreille, 1809)
- S. simillima Morawitz, 1876
- S. strandi Popov, 1935
- S. subcaerulea Cresson, 1878
- S. subemarginata Cresson, 1878
- S. subglauca (Cockerell, 1925)
- S. texana (Thorp, 1966)
- S. trichopyga Timberlake, 1941
- S. tuberculata Cockerell, 1919
- S. vernalis Mitchell, 1962
- S. verticalis Wu, 1992